# 膜蝦蟲
膜蝦蟲，又名膜蝦，是生存於寒武紀的一屬甲殼類動物，生活在淺海區域。

## 特徵
膜蝦蟲的身體近乎橢圓，平滑的兩片甲殼將胸包裹起來，但並未與其結合。胸分為11節，每節有一對扁平的附肢。腹部由七節體節及三對帶刺的尾節組成，中間那節的刺最長，兩側呈分叉狀。

## 分類學
一些最初被歸類到膜蝦蟲屬的物種後來被重新分類到加拿大蟲屬，例如：Canadaspis perfecta（Hymenocaris perfecta），因此本屬現在只剩下Hymenocaris vermicauda一種。膜蝦蟲和加拿大蟲的相異處使其被獨立成一目——膜蝦蟲目，但有時本屬仍會被置於加拿大蟲科（Canadaspididae）或加拿大蟲目（Canadaspidida）之下。

## 外部連結
- Hymenocaris in the Paleobiology Database